# ジョン・ウェズリー・ジャービス
ジョン・ウェズリー・ジャービス（John Wesley Jarvis、1780年か1781年生まれ、 1839年1月14日没）はイギリス生まれの、アメリカ合衆国の画家である。1810年代にアメリカで人気のある肖像画家になった。

## 略歴
イングランド北東部のサウス・シールズに生まれた。18世紀のメソジスト運動の指導者、ジョン・ウェスレーと親類の関係にあった。父親は船乗りで、1780年代半ばに、家族とアメリカに移った。一家はフィラデルフィアに住み、ジャービスは少年時代をそこで過ごし、肖像画家、マシュー・プラット(Matthew Pratt: 1734-1805)のスタジオをしばしば訪れ、デンマーク生まれの画家クリスチャン・ギャラガー(Christian Gullager: 1759-1826)にも会っていた。1796年に肖像画家、版画家のエドワード・サヴェージ(Edward Savage: 1761-1817)の弟子になり、同じくサヴェージの工房にいたイギリス生まれのデーヴィッド・エドウィン(David Edwin: 1776–1841)と友人になった。
1801年にエドワード・サヴェージとニューヨークに移り、1年たつ前に独立して版画の仕事をはじめ、1803年には、ジョセフ・ウッド(Joseph Wood: c.1778-1830)と共同で工房を運営した。この共同経営は7年間に及び、版画やミニアチュール、肖像画を制作した。美術学校を経営し、安価な影絵の肖像画も制作し、ニューヨークで人気のある画家になった。1809年に最初の結婚をし、肖像画家になるチャールズ・ウェズリー・ジャービス(Charles Wesley Jarvis: 1812–1868)らが生まれるが、1813年に妻は亡くなった。1811年から1813年まで、ボルチモアに住んだ。1814年にニューヨーク市の市議会(Common Council)からの1912年の米英戦争で活躍した6人の海軍軍人の肖像画を描く仕事を引き受けた。この後の約10年間は、ニューヨークの有力者たちとの交流もあり、アメリカを代表する肖像画家であった。この時期の助手には、ヘンリー・インマンらがいた。
1823年に弟子のジョン・キドール(John Quidor: 1801-1881) との雇用契約をめぐる裁判に敗訴し、1824年に2番目の妻との離婚裁判にも敗訴した。1820年代や1830年代には、肖像画に対する需要の減少により、地方で肖像画の仕事を探さなければならなかった。1834年に脳卒中を起こし、麻痺と精神障害が残った。ニューオリンズで妹に世話を受けて、貧困の中で亡くなった。
ジャービスが肖像画を描いた人物には、後にアメリカ大統領になるアンドリュー・ジャクソンらがいる。

## 作品

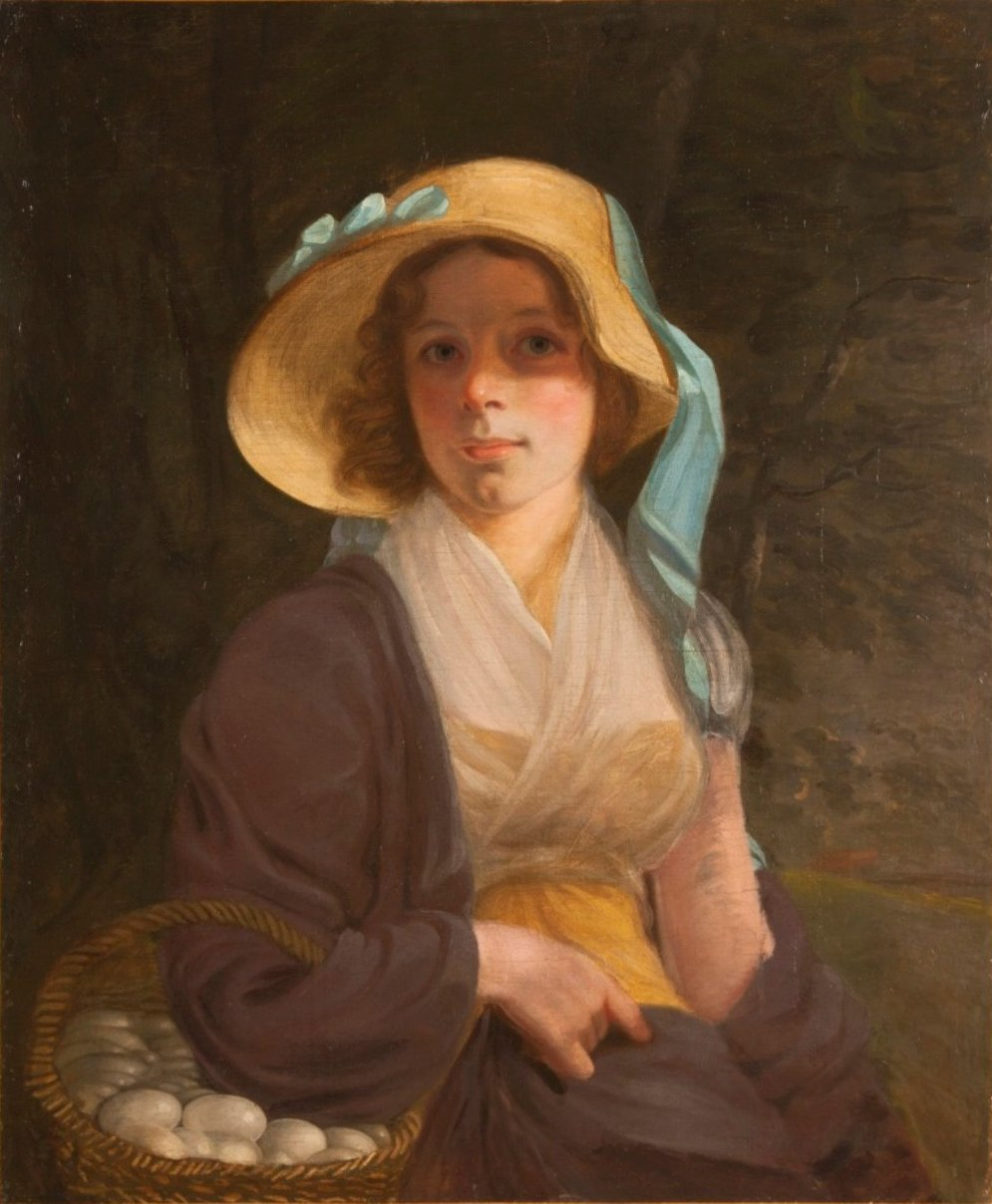
最初の妻の肖像画
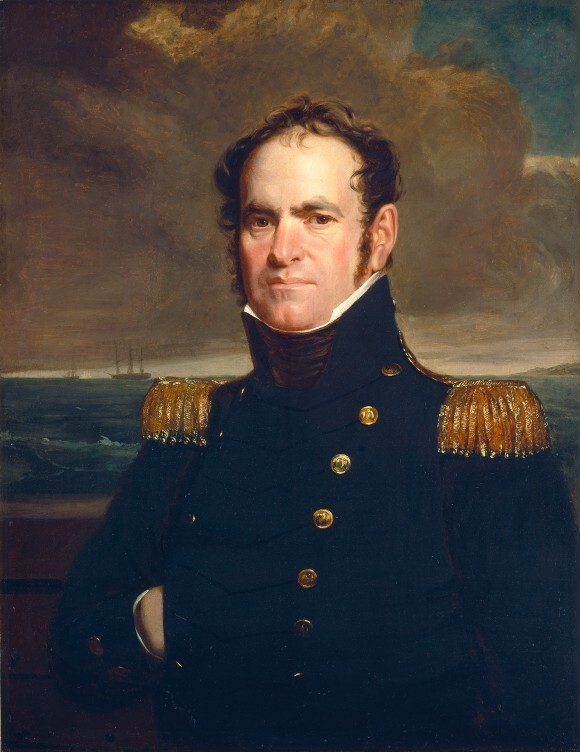
ジョン・ロジャーズ-軍人 ナショナル・ギャラリー (ワシントン) 蔵
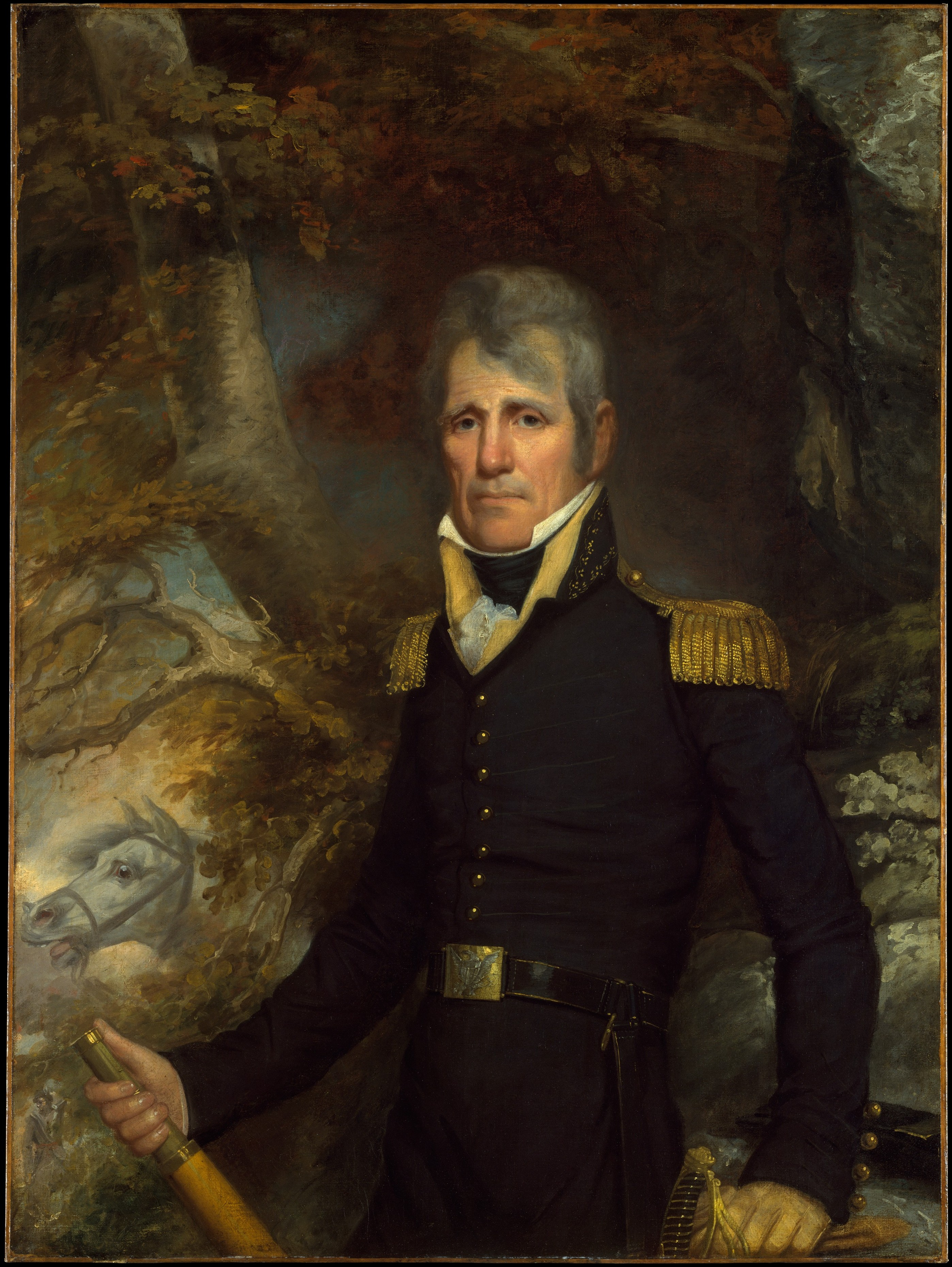
アンドリュー・ジャクソン メトロポリタン美術館 蔵
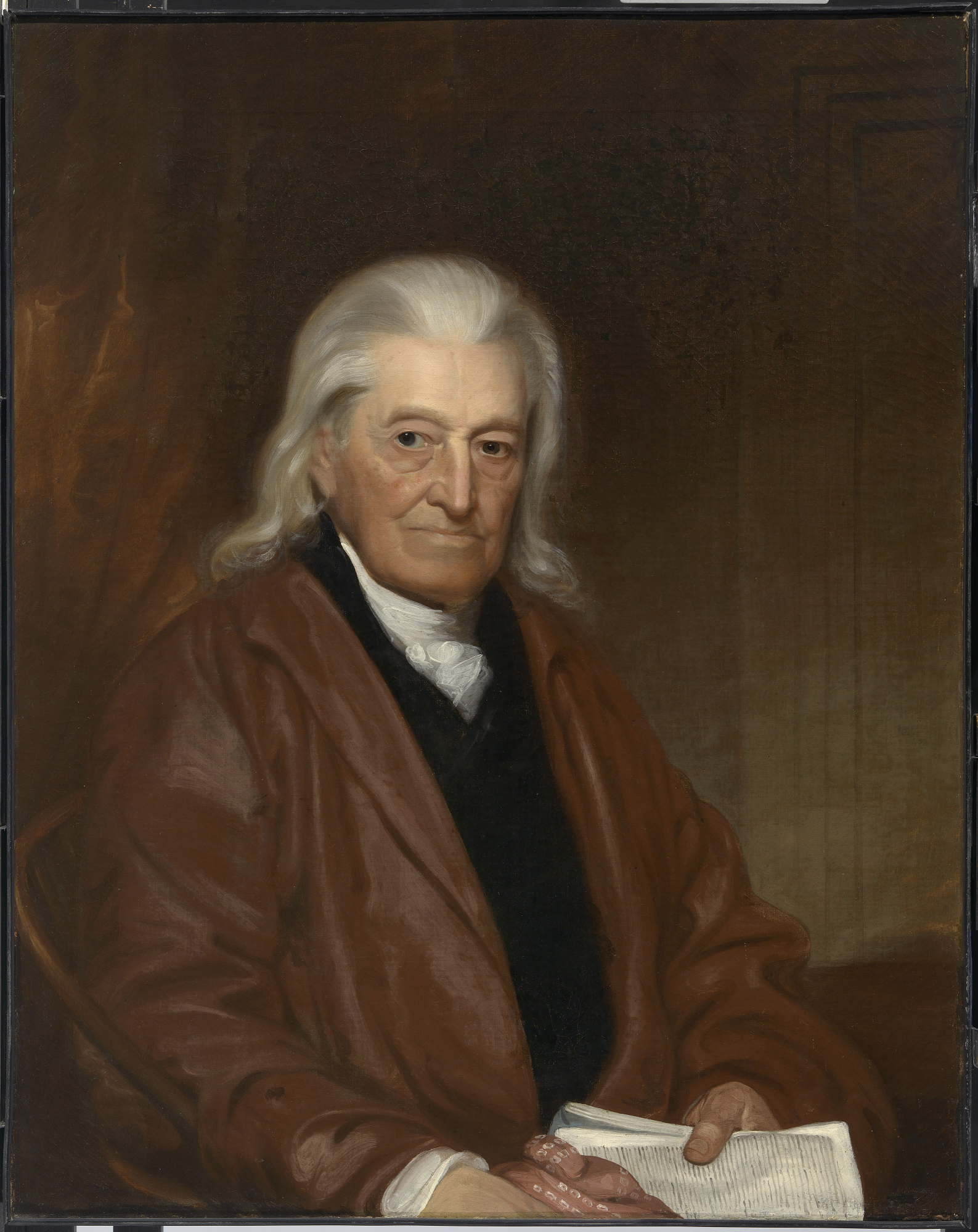
ウィリアム・サミュエル・ジョンソン 国立肖像画美術館 (アメリカ合衆国) 蔵